# Andropogon chevalieri
Andropogon chevalieri är en gräsart som beskrevs av A. Reznik. Andropogon chevalieri ingår i släktet Andropogon och familjen gräs. IUCN kategoriserar arten globalt som livskraftig. Inga underarter finns listade i Catalogue of Life.